# Apogon rubrimacula
Apogon rubrimacula е вид лъчеперка от семейство Apogonidae. Видът е незастрашен от изчезване.

## Разпространение и местообитание
Разпространен е в Австралия (Коралови острови, Куинсланд и Северна територия), Нова Каледония, Папуа Нова Гвинея, Соломонови острови, Фиджи и Филипини.
Среща се на дълбочина от 0,5 до 33 m, при температура на водата от 24,6 до 29 °C и соленост 34,7 – 35,5 ‰.

## Описание
На дължина достигат до 4,5 cm.
Продължителността им на живот е около 4 години.